# Line 6
A Line 6 é uma empresa fabricante de modeladores digitais de guitarras, amplificadores e modeladores de efeito. Foi fundada em meados da década de 1990 e é baseada na cidade de Calabasas (Califórnia, Estados Unidos).
Após anos de pesquisa, a Line 6 lançou e patenteou em 1996 o primeiro amplificador modelador para guitarra, o AxSys 212. A empresa passou por uma rápida expansão no início da década de 2000 devido ao sucesso da linha POD, que reproduzia os timbres de vários amplificadores de guitarra, pedais de efeito, gabinetes e amplificadores. A linha POD contou com os modelos XT, X3, 2.0, FLOOR, FLOOR PLUS e mais tarde a linha HD.
A empresa também desenvolveu a primeira guitarra de modulação digital do mundo. Uma máquina sonora que, com um giro de um botão passa de uma Strato para uma Les Paul ou a um violão Martin. A Variax produz as características tonais de 26 ferramentas vintage – tudo com o simples toque em uma chave ou o giro de um botão – e pode mudar de sons de humbucker ou single-coil para acústico. Você pode até mesmo usar as duas memórias custom da Variax (colocadas em lados opostos do botão de seletor de modelo) para colocar seus modelos favoritos na chave de cinco posições da guitarra. Isto significa que você tem acesso quase instantâneo a dez de seus sons favoritos – um grande benefício quando você precisa variar entre quatro ou cinco timbres de guitarra (incluindo violões) durante a mesma música.
Em 2014, a Line 6 foi adquirida pela Yamaha Corporation.